# Apristurus gibbosus
Apristurus gibbosus es una especie de peces de la familia Scyliorhinidae en el orden de los Carcharhiniformes.

## Morfología
Los machos pueden llegar alcanzar los 388 cm de longitud total  y las hembras los 410 cm.

## Reproducción
Es ovíparo.

## Distribución geográfica
Se encuentra en las  costas del mar de la China Meridional. 